# United Nations Multidimensional Integrated Stabilization Mission in Mali
Die United Nations Multidimensional Integrated Stabilization Mission in Mali (deutsch Multidimensionale Integrierte Stabilisierungsmission der Vereinten Nationen in Mali, französisch Mission Multidimensionnelle Intégrée des Nations Unies pour la Stabilisation au Mali; MINUSMA) war eine Friedensmission der Vereinten Nationen, in der im Juli 2013 die afrikanisch geführte Stabilisierungsmission AFISMA aufging.
Malis Militärregierung forderte Mitte Juni 2023 den Abzug aller UN-Friedenssoldaten. Ende Juni 2023, als das Mandat der Mission auslief, beschloss der UN-Sicherheitsrat einstimmig dessen letztmalige Verlängerung für eine Dauer von sechs Monaten, so dass die Mission zum Jahresende 2023 beendet wurde.
Bis Ende 2023 kamen insgesamt 310 der 17.420 UN-Angehörigen bei der Mission zu Tode.

## Mandat
Laut der Resolution 2584 des UN-Sicherheitsrates umfasst das Mandat der MINUSMA Mission folgende Aufgaben (nach Prioritäten geordnet):
- Unterstützung bei der Umsetzung des Friedensabkommens (2015), Sicherung des Waffenstillstands sowie Unterstützung des politischen Transitionsprozesses (gemeint ist die Übergabe der Staatsgewalt von der aktuell regierenden Militärjunta an eine zivile Regierung),
- Unterstützung bei der Wiederherstellung staatlicher Autorität (insbesondere in Zentralmali),
- Schutz der Zivilbevölkerung,
- Förderung und Schutz der Menschenrechte,
- Unterstützung bei der Absicherung humanitärer Hilfe.

Vorherige Mandate der Mission umfassten zudem:
- Stabilisierung wichtiger Bevölkerungszentren,
- Schutz des kulturellen Erbes und von Anlagen in Zusammenarbeit mit der UNESCO.

Resolution 2584 fordert zudem die Ausarbeitung dreimonatiger Berichte des UN-Generalsekretärs über die Lage in Nord- und Zentralmali sowie zur Mandatserfüllung der MINUSMA Mission.
Neben der MINUSMA operierten weitere multilaterale Missionen in Mali: Zwei Missionen der Europäischen Union (EUCAP Sahel (zivil) und EUTM Mali (militärische Ausbildung)) sowie die Mission MISAHEL der Afrikanischen Union.
Darüber hinaus waren bis Juni 2021 französische Kräfte der Opération Barkhane im Land.

### Diskurs
Die UN-Truppen wurden bereits kurz nach ihrem Eintreffen zum Ziel sunnitischer Extremisten. Die UN-Einheiten waren nicht auf einen Anti-Terror-Einsatz vorbereitet und erlitten durch ungeeignete Ausrüstung und unzureichende Eigensicherung Verluste durch Autobomben und Sprengfallen. Nach Ansicht von Beobachtern verfügten die Truppen der Vereinten Nationen weder über die Ausrüstung noch über die Militärdoktrin, um Terroristen erfolgreich zu bekämpfen. 2015 stellte eine Expertenkommission der UN fest, dass Friedenstruppen nicht für Anti-Terror-Operationen geeignet seien.

## Geschichte

### Vorgeschichte
2012 benutzte die Terrororganisation Al-Qaida (AQIM), gestärkt durch Kämpfer und Waffen aus dem Bürgerkrieg in Libyen 2011, einen Aufstand der Tuareg, um sich im Norden Malis festzusetzen. Die Kämpfer wurden zunächst von französischen Truppen in der Opération Serval aus den von ihnen besetzten Dörfern vertrieben und tauchten unter.

### UN-Mission

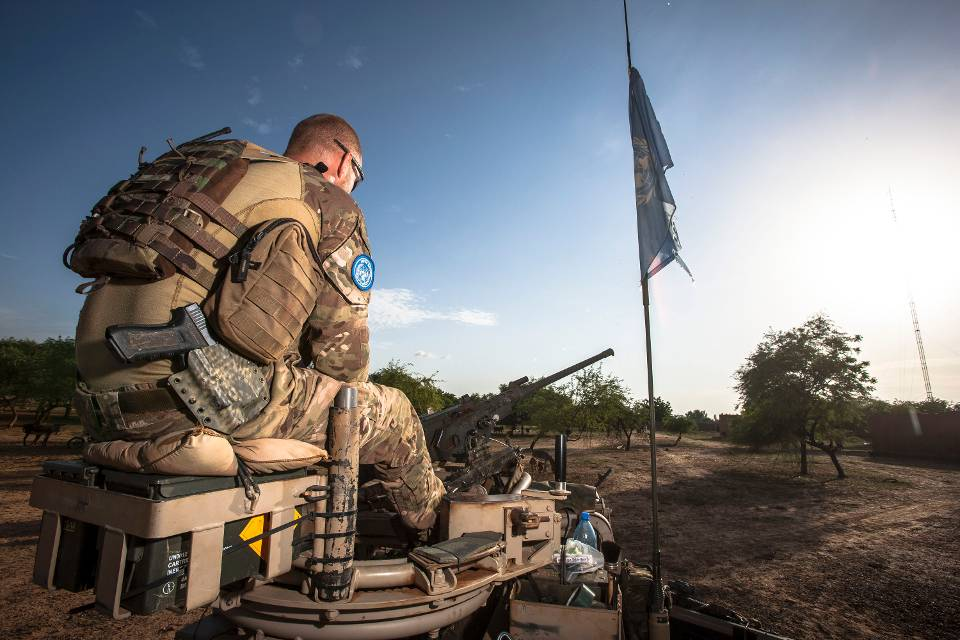
Niederländischer Soldat der MINUSMA im September 2013

Die UN-Mission wurde mit der Resolution 2100 des Sicherheitsrates der Vereinten Nationen vom 25. April 2013 gegründet. Ziel ist die Stabilisierung des Staates Mali im Anschluss an die Opération Serval. Das Mandat umfasste 11.000 Soldaten. Es war zunächst auf ein Jahr bis zum 1. Juli 2014 befristet und wurde in den folgenden Jahren jeweils im Juni für ein weiteres Jahr verlängert, zuletzt 2019 bis Juni 2020.
Am 31. März 2014 betrug die Stärke des MINUSMA-Kontingents 6.483 Soldaten und 986 Polizisten. Ein Jahr später (31. März 2015) betrug die Stärke des MINUSMA-Kontingents 9.142 Soldaten und 1.178 Polizisten.
Die Schwedischen Streitkräfte beteiligen sich seit 2013 an MINUSMA. Sie stellen eine gemischte verstärkte Aufklärungskompanie (zuerst im Camp Nobel bei Timbuktu, Ende des Jahres 2020 nach Gao verlegt), ein Transportfliegerdetachment mit einer Transportmaschine von Typ Lockheed-Martin C-130 Hercules (temporär in Rotation, siehe unten) im Camp Bifrost in Bamako sowie Stabsoffiziere im Missionshauptquartier. Die Gesamtstärke des schwedischen Kontingents beträgt etwa 310 Mann.
Von Oktober 2015 bis Oktober 2016 stellten die indonesischen Streitkräfte ein Helikopterdetachment aus drei Mil Mi-17 sowie 140 Mann für die Mission bereit. Dieses Heeresfliegerkontingent wurde aus der Friedensmission UNAMID in Darfur abgezogen und MINUSMA unterstellt.
Seit dem Jahr 2016 stellen Norwegen, Schweden, Dänemark, Portugal und Belgien der MINUSMA auf Rotationsbasis abwechselnd eine Transportmaschine vom Typ Lockheed-Martin C-130 Hercules/Super Hercules beziehungsweise vom Typ CASA C-295 zur Verfügung.
Seit dem 1. Februar 2019 ist in Bamako zusätzlich ein Transportdetachment der tunesischen Luftstreitkräfte mit jeweils einer C-130 Hercules/Super Hercules und 75 Mann stationiert. Der Einsatz war vorerst für ein Jahr geplant, wurde aber verlängert. Er gilt als der erste Auslandseinsatz der tunesischen Luftstreitkräfte. Tunesien plant außerdem, eine 750 Mann starke Quick Reaction Force, bestehend aus Spezialkräften des tunesischen Heeres, für den MINUSMA-Einsatz zur Verfügung zu stellen.
Seit Januar 2020 stellt die britische Armee der MINUSMA eine verstärkte Aufklärungskompanie zur Verfügung. Diese 250 Soldaten starke Einheit (davon 16 Frauen) ist in Gao stationiert. Die Bundeswehr errichtete zur Unterbringung der Briten das Camp Bagnold. Der Einsatz des britischen Kontingents wurde auf drei Jahre begrenzt. Die ersten eingesetzten Kräfte stammen hauptsächlich von den Light Dragoons sowie vom Royal Anglian Regiment. Des Weiteren gehören EOD[=Explosive Ordnance Disposal, international verwendete Bezeichnung für Kampfmittelbeseitigung]-, Sanitäts- und Drohnenkräfte zum britischen Kontingent.
Pakistan war bereits Ende 2018 von den Vereinten Nationen gebeten worden, Hubschrauber für MINUSMA zur Verfügung zu stellen. Nach Erkundung im März 2019 und Eintreffen der Vorauskräfte im Januar 2020 kamen im Februar 2020 auch die Hauptkräfte mit drei Mi-17-Transporthubschraubern des pakistanischen Heeres im Land an. Die drei Maschinen wurden mit Transportflugzeugen vom Typ Antonow An-124 nach Bamako geflogen und dort innerhalb von drei Tagen wieder flugbereit gemacht. Sie verlegten über Mopti nach Timbuktu, von wo sie seitdem (?) als Pakistan Army Unit-1 (PAU-1) im gesamten Missionsgebiet der MINUSMA eingesetzt werden.

### Sicherheitslage 2020
Sieben Jahre nach Start der MINUSMA zum Stand 2020 hat sich die Zahl der Anschläge in Burkina Faso, Mali und Niger seit 2016 verfünffacht. Mehr als 4.000 Menschen starben allein 2019. In Burkina Faso stieg die Zahl der Opfer von 80 Toten 2016 auf über 1800 Tote im Jahr 2019 an. Den an MINUSMA beteiligten Streitkräften des Sahelbündnisses G5 werden zahlreiche Menschenrechtsverletzungen durch willkürliche Hinrichtungen und Verschwindenlassen von Menschen vorgeworfen.
Die im Jahr 2021 an die Macht geputschte malische Militärjunta, die enge Beziehungen zu Russland unterhält, behinderte Personalwechsel der Truppen und nahm ivorische Soldaten gefangen. Frankreich zog am 15. August 2022 seine Soldaten aus Mali ab.

### Aussetzen der deutschen Beteiligung und offizielles Ende der Mission
Am 19. Januar 2022 verweigerten lokale malische Behörden einem deutschen Militärtransporter mit 75 Soldaten an Bord den Überflug. Die Transportmaschine musste daraufhin nach Gran Canaria ausweichen.
Die malische Militärjunta verweigerte der UN-Mission trotz vorheriger gegenteiliger Versprechen im August 2022 erneut die Überflugrechte; daraufhin beschloss die deutsche Bundesregierung, den MINUSMA-Einsatz auszusetzen und die Bundeswehr bis Mai 2024 aus Mali abzuziehen.
Um trotzdem in der Region präsent zu bleiben, stimmte der Bundestag Ende April 2023 einer Beteiligung an der neuen Partnerschaftsmission der Europäischen Union in Niger (EUMPM Niger) zu, für die bis zu 60 Bundeswehrsoldaten eingesetzt werden.
Im Juni 2023 beschloss der UN-Sicherheitsrat einstimmig das Ende der MINUSMA-Mission, nachdem zuvor die malische Regierung den vollständigen Abzug aller Blauhelmsoldaten gefordert hatte. Im Rahmen der Resolution 2690 wurde eine schrittweise Beendigung der Mission beschlossen, wodurch die beteiligten Soldaten das bewaffnete Mandat bis 30. September weiter ausführen durften. Zugleich sicherten die truppenstellenden Staaten zu, bis zum 30. Dezember des Jahres ausnahmslos alle Truppen abzuziehen.
Am 12. Dezember 2023 verließen die letzten deutschen Soldaten Mali.

## Todesfälle und Verletzte
Soldaten und Missionsangehörige sind ständiger Bedrohung durch terroristische Gruppierungen ausgesetzt, beziehungsweise können Opfer von zwischenethnischen Konflikten oder von Kriminalität werden. Die folgende Aufzählung erhebt keinen Anspruch auf Vollständigkeit. Insgesamt starben 310 der insgesamt 17.420 UN-Angehörigen (Stand Oktober 2023). Damit ist die Mission eine der verlustreichsten der Vereinten Nationen seit dem Koreakrieg.

### 2013
- Am 23. Oktober 2013 fielen zwei tschadische Blauhelme bei einem komplexen Angriff, sechs weitere wurden verwundet. Drei der Verwundeten erlagen später ihren Verletzungen. Der UN-Checkpoint an der Kreispräfektur Tessalit wurde zuerst mit einem Selbstmordattentäter in einem Fahrzeug angesprengt. Unmittelbar darauf griffen drei weitere Selbstmordattentäter zu Fuß, mit Sprengstoffwesten, welche chinesische 60-mm-Mörsergranaten enthielten, die Blauhelme an.[31] Auch drei Zivilisten, darunter ein Kind wurden verletzt. Französische Soldaten kamen zur Unterstützung der Blauhelme.
- In der Nacht vom 13. auf den 14. Dezember 2013 wurden bei einem Selbstmordattentat mit einem Fahrzeug auf eine Bank in Kidal zwei senegalesische UN-Soldaten getötet. Sieben weitere wurden verwundet, einer davon schwer. Auch mehrere malische Soldaten wurden verwundet.[32]

### 2014
- Am 20. Januar 2014 kamen sechs tschadische Blauhelme ums Leben, nachdem sie mit ihrem Fahrzeug nahe Kidal auf eine Mine aufgefahren waren.
- Am 16. März 2014 wurde ein weiterer Blauhelm aus dem Tschad bei Tessalit durch die Explosion einer Mine schwer verwundet.
- Am 25. April 2014 wurde ein guineischer Peacekeeper bei Kidal durch die Explosion einer Mine schwer verwundet.
- Am 13. Mai 2014 wurden drei senegalesische Blauhelme nahe Kidal schwer verwundet.
- Am 2. Juni 2014 wurden drei malische MINUSMA-Angestellte durch eine Minenexplosion bei Aguelhok schwer verletzt.
- Am 10. Juni 2014 verstarben zwei kambodschanische Blauhelmsoldaten durch eine Lebensmittelvergiftung nach Verzehr verdorbener Einsatzrationen.
- Am 11. Juni 2014 fielen vier tschadische Soldaten bei einem Selbstmordanschlag in Aguelhok in der Region Kidal.[33]
- Am 30. Juni 2014 starb ein Blauhelm aus Burkina-Faso durch eine Minenexplosion auf der Strecke zwischen Goundam und Timbuktu, sechs weitere wurden verwundet. Einer der Verwundeten erlag später seinen Verletzungen.[34]

### 2015

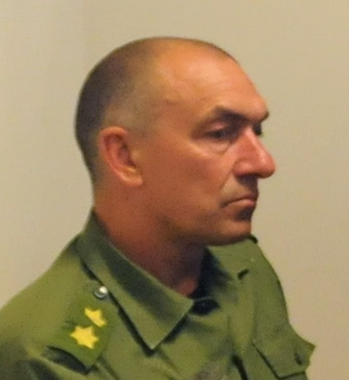
General Lollesgaard (Dänemark), Force Commander 2015 bis 2017

- Am 17. März 2015 stürzte ein Kampfhubschrauber AH-64D Apache der niederländischen Luftwaffe bei einem Trainingsflug 47 Kilometer nördlich von Gao ab. Hierbei wurde der Kommandant Hauptmann René Zeetsen sofort getötet, das zweite Besatzungsmitglied, Oberleutnant Ernst Mollinger, erlag kurz darauf im französischen Role-2-Lazarett in Gao seinen schweren Verletzungen.[35]

### 2016
- Am 4. Juli 2016 kam es in Kidal bei einem Übungsschießen mit einem Mörser zu einem Schießunfall, bei dem zwei niederländische Blauhelmsoldaten getötet sowie ein dritter schwer verletzt wurde.[36][37]

- Bei einem islamistischen Angriff der Ansar Dine am 12. Februar 2016 auf das Camp der MINUSMA in Kidal wurden sechs Blauhelmsoldaten aus Guinea getötet und 30 weitere verletzt.[38]

### 2017
- Am 18. Januar 2017 durchbrach ein mit Sprengstoff präparierter LKW das Tor einer Kaserne mit malischen Truppen in Gao, die unter Schutz von Friedenstruppen der Vereinten Nationen standen. Bei der Explosion der Bombe wurden 76 malische Soldaten und Kämpfer getötet, die Blauhelmsoldaten erlitten keine Verluste.[5]

- Bei einem Mörserangriff am 24. Januar 2017 auf das Camp von MINUSMA-Truppen in Aguelhok in der Region Kidal im Norden Malis wurde ein Blauhelmsoldat aus dem Tschad getötet und zwei weitere Blauhelme schwer verletzt.[39]

- Am 18. April 2017 wurde 30 Kilometer südlich von Tessalit in der Region Kidal ein Fahrzeug der MINUSMA mit einem Improvised Explosive Device (IED) oder einer Mine angesprengt. Zwei Blauhelmsoldaten und ein Zivilist wurden dabei getötet.[40]

- Am 3. Mai 2017 wurden bei einem Mörser- oder Raketenangriff auf ein Camp von MINUSMA-Truppen in Timbuktu ein Blauhelmsoldat aus Liberia getötet und neun weitere verletzt.[41] Mehrere der verletzten Soldaten gehören zur schwedischen Armee.[42]

- Am 8. Juni 2017 werden bei einem Mörser- oder Raketenangriff auf ein Camp von MINUSMA-Truppen und bei anschließendem Beschuss von Truppen außerhalb des Camps in Kigal nahe Aguelhok drei Blauhelmsoldaten aus Guinea getötet und drei weitere verwundet.[43][44] Ein vierter verwundeter Soldat erlag später seinen Verletzungen.

- Am 26. Juli 2017 kam es während eines Aufklärungsfluges zu einem Absturz eines Bundeswehrhubschraubers vom Typ Eurocopter EC665 Tiger UHT, bei welchem 2 Soldaten ums Leben kamen. Nach Berichten ist ein Fehler der Mechanik schuld am Absturz.

- Am 14. August 2017 wurden bei einem Angriff auf zwei MINUSMA-Feldlager in Douentza (Region Mopti) und bei einem sich anschließenden Feuergefecht ein togolesischer Blauhelmsoldat, ein Soldat der malischen Streitkräfte, ein Angehöriger der malischen Gendarmerie und sechs malische Zivilangestellte der MINUSMA getötet. Am selben Tag wurde ein weiteres Feldlager der MINUSMA in Timbuktu angegriffen, hierbei kam niemand zu Schaden.[45]

- Am 5. September 2017 wurden bei einem Anschlag mit einer Improvised Explosive Device (IED) auf ein Fahrzeug der MINUSMA in der Nähe der Ortschaft Tessalit (Region Kidal) zwei tschadische Blauhelmsoldaten getötet sowie zwei Blauhelmsoldaten aus Burkina Faso schwer verwundet. Einer der verwundeten Soldaten erlag am 7. September 2017 in Dakar (Senegal) seinen Verletzungen.

- Am 20. September 2017 wurde ein Blauhelmsoldat bei einem gleichzeitigen koordinierten Angriff mit Mörsern oder Raketen auf das Feldlager der MINUSMA in Kidal sowie auf zwei Vorposten des Feldlagers verwundet.

- Am 24. September 2017 wurden durch einen Anschlag mittels Mine oder Improvised Device auf ein Fahrzeug der MINUSMA 3 bangladeschische UN-Blauhelme getötet und 5 weitere Blauhelme schwer verwundet. Der Anschlag fand auf der Verbindungsstraße von Anefis (Region Kidal) nach Gao statt.

- Am 26. Oktober 2017 wurden bei einem mit einer Mine durchgeführten Anschlag auf einen UN-Konvoi drei tschadische Blauhelme getötet und zwei weitere schwer verwundet. Der Anschlag ereignete sich auf der Straße von Tessalit nach Aguelhok (beides in der Region Kidal).[46] Am 21. November 2017 erlag einer der bei diesem Anschlag schwer verwundeten tschadischen Soldaten in einem Militärkrankenhaus in Dakar (Senegal) seinen Verletzungen.[47]

- Am 24. November 2017 wurden bei einem Angriff auf eine gemeinsame Patrouille von MINUSMA und malischen Streitkräften in Idelimane im Kreis Ménaka (Region Gao) drei nigrische Blauhelmsoldaten getötet und siebzehn weitere, darunter ein kambodschanischer Soldat, teils schwer verwundet. Auch ein ziviler UN-Mitarbeiter wurde verwundet. Bei diesem Angriff fiel auch ein Soldat der malischen Streitkräfte, ein weiterer wurde verwundet. Das etwa 150 km entfernt in Gao stationierte deutsche MINUSMA-Kontingent unterstützte die angegriffenen UN-Soldaten mit der Aufklärungsdrohne Heron, mit Kampfhubschraubern Tiger und mit Unterstützungshubschraubern NH90 zur Evakuierung Verwundeter. Die NH90-MEDEVAC-Hubschrauber flogen mehrere Verwundete nach Gao und Kidal aus.[48] Bei einem zweiten komplexen Angriff mit Improvised Explosive Device (IED) und mit anschließendem Beschuss mit RPG wurden am selben Tag nördlich von Douentza (Region Mopti) ein Blauhelm aus Burkina Faso getötet und drei weitere schwer verwundet.[49]

- Am 28. November 2017 wurden die MINUSMA-Feldlager in Kidal, Tessalit und Aguelhok mit Mörsern oder RPG-Waffen beschossen. Es kam hierbei nicht zu Ausfällen auf Seiten der MINUSMA, gab der Sprecher über Twitter bekannt.

### 2018
- Am Morgen des 20. Januar 2018 wurde eine Patrouille der senegalesischen Force de Réaction Rapide der MINUSMA in der Umgebung von Boni (Region Mopti) mit einem Improvised Explosive Device (IED) angesprengt und anschließend beschossen. Die Patrouille erwiderte das Feuer, es kam auf Seiten der MINUSMA zu keinerlei Ausfällen.

- Bei einem Anschlag mittels Improvised Explosive Device (IED) auf ein Fahrzeug der MINUSMA wurden am Nachmittag des 28. Februar 2018 vier bangladeschische Blauhelme getötet, vier weitere schwer verwundet. Der Anschlag ereignete sich auf der Strecke von Boni nach Douentza (beides Region Mopti). Am Vortag waren bei einem ähnlichen Anschlag in Dioura (Region Ségou) auf malische Armeefahrzeuge sechs malische Soldaten getötet worden. Am 25. März 2018 erlag ein weiterer der verletzten Soldaten seinen bei diesem Anschlag erlittenen Verletzungen.

- Am 13. März 2018 wurde das Stadtgebiet von Gao mit zwei Raketen beschossen, eine davon setzte nicht um und wurde von Kampfmittelräumern der MINUSMA entschärft. Es gab keine Opfer.

- Am Morgen des 22. März 2018 wurden bei einem Mörserangriff auf das gemeinsame Camp von MINUSMA-Truppen und Einheiten der französischen Operation Barkhane in Kidal im Norden Malis mehrere französische Soldaten teils schwer verwundet. Sie wurden mittels MEDEVAC-Hubschraubern in zwei französische Behandlungseinrichtungen in Gao und Tessalit transportiert. Blauhelmsoldaten wurden nicht verletzt. Zu diesem Zeitpunkt befanden sich auch der Special Representative of the Secretary-General (SRSG) and Head of MINUSMA Mahamat Saleh Annadif sowie der malische Ministerpräsident Soumeylou Boubèye Maïga mit mehreren weiteren Regierungsmitgliedern zu einer Konferenz in Kidal.[50]

- Am 5. April 2018 wurden bei einem Mörserangriff auf das UN-Feldlager in Aguelhok (Region Kidal) zwei tschadische Blauhelme getötet, zehn weitere teils schwer verwundet.[51]

- Am Abend des 6. April 2018 wurde in Gao ein Fahrzeug der MINUSMA beschossen, ein nigrischer Blauhelm wurde so schwer verwundet, dass er dieser Verwundung beim Eintreffen im Lazarett erlag.[52]

- Am Nachmittag des 14. April 2018 wurden bei einem komplexen Angriff (Mörser- oder Raketenfeuer sowie eine Vehicle-borne-IED und Handwaffenfeuer) auf das UN-Feldlager in Timbuktu ein Blauhelm aus Burkina Faso getötet und mehrere weitere Menschen verletzt.[53]

### 2019
- Bei einem Angriff mutmaßlich islamistischer Kämpfer auf einen Militärstützpunkt der MINUSMA bei Adjelhoc wurden am 20. Januar 2019 mindestens 10 tschadische Blauhelm-Soldaten getötet und 25 weitere verwundet.[54] Das Bundeswehrkontingent in Gao koordinierte die Verteilung der Verwundeten auf ein französisches und ein chinesisches Einsatzlazarett in Gao. Deutsche Sanitätskräfte unterstützen auch beim Transport mehrerer Verwundeter.

- Am Morgen des 25. Januar 2019 fuhr ein Fahrzeug eines MINUSMA-Konvois bei Douentza (Region Mopti) auf eine Landmine auf. Hierbei wurden zwei sri-lankische Blauhelme getötet sowie mehrere weitere verwundet, einer davon schwer.[55]

- Bei einem bewaffneten Angriff auf ein Fahrzeug der MINUSMA bei Siby, 44 km südwestlich von Bamako, wurden am Abend des 22. Februar 2019 drei guineische Blauhelme getötet sowie ein weiterer Blauhelm und ein ziviler Mitarbeiter verwundet.

- Am Morgen des 20. April 2019 wurde auf der Straße zwischen Douentza und Boni (beides Region Mopti), nahe der Grenze zu Burkina Faso, eine UN-Patrouille mit einem IED angesprengt. Dabei wurden ein ägyptischer Blauhelm getötet und vier weitere verwundet. Bei einem sich anschließenden Schusswechsel wurde einer der Angreifer getötet, acht weitere konnten festgesetzt werden.[56] Am 2. Mai 2019 erlag ein weiterer bei diesem Anschlag verwundeter ägyptischer Blauhelmsoldat seinen Verletzungen.

- Am 24. April 2019 fuhr ein ziviler Kleinbus bei Hombori (Region Mopti) auf eine IED auf. Hierbei wurden 14 Personen teils schwer verletzt. Kräfte der MINUSMA sicherten die Anschlagsstelle, versorgten die Verletzten und brachten diese anschließend ins Feldlager der Fama in Hombori. Von dort verbrachten sie MEDEVAC-Hubschrauber des kanadischen MINUSMA-Kontingents nach Gao.

- Bei einem IED-Anschlag am 18. Mai 2019 wurden in der Nähe von Tessalit drei tschadische Blauhelmsoldaten verwundet.

- Bei einem weiteren IED-Anschlag fiel am 18. Mai 2019 bei Timbuktu ein nigerianischer Blauhelmsoldat, mehrere weitere Blauhelmsoldaten wurden teils schwer verwundet.[57]

- Bei einem IED-Anschlag auf eine MINUSMA-Patrouille am 6. Oktober 2019 bei Adjelhoc wurde ein Blauhelm getötet und vier weitere wurden verwundet.

- Ebenso wurde am 6. Oktober 2019 ein temporärer UN-Stützpunkt bei Bandiagara (Region Mopti) beschossen. Hierbei wurde ein Blauhelm aus Togo schwer verwundet. Dieser erlag am 28. Oktober 2019 seinen Verwundungen.

### 2020
- Am 1. Januar 2020 wurde bei Gao ein Dingo 2 einer MINUSMA-Patrouille mit einer IED angesprengt. Zwei belgische Blauhelme wurden hierbei leicht verwundet. Sie wurden zur weiteren Behandlung in das französische ROLE-2-Lazarett nach Gao und später in die deutsche Sanitätseinrichtung ebenfalls in Gao verbracht.[58]

- Bei einem weiteren Angriff auf eine MINUSMA-Patrouille am 24. Januar 2020 wurden drei belgische Blauhelme verwundet, einer davon schwer. Ihr Fahrzeug, ein DINGO 2, wurde in der Nähe von Gao mit einem IED angesprengt und dabei gänzlich zerstört.[59]

- Am 25. Februar 2020 wurde ein EAGLE einer deutsch geführten multinationalen UN-Patrouille etwa 80 km nordöstlich von Gao mit einer IED angesprengt. Dabei wurden drei irische Soldaten leicht verwundet. Sie wurden umgehend mit rumänischen Rettungshubschraubern nach Gao in die deutsche Sanitätseinrichtung gebracht.[60]

- Bei einem IED-Anschlag in der Nähe von Adjelhoc fielen am 10. Mai 2020 drei tschadische Blauhelme, vier weitere wurden schwer verwundet.[61]

- Bei einem Mörserangriff auf einen Logistikkonvoi der MINUSMA bei Tarkint fielen am 17. Juni 2020 zwei ägyptische Blauhelme.[62]

- Am 15. Oktober 2020 wurde ein UN-Fahrzeug bei Kidal mit einer Mine oder mit einem IED angesprengt. Ein Blauhelm starb und ein weiterer wurde schwer verwundet.[63]

- Nach Artilleriebeschuss auf Kidal Anfang Dezember 2020 räumten nepalesische EOD-Kräfte nicht explodierte Granaten in einer Schule.

- Am 19. Dezember 2020 wurde eine nigrische UN-Patrouille in der Umgebung von Asongo beschossen. Die Angreifer konnten geworfen werden; MINUSMA erlitt keine Ausfälle.

### 2021
- Bei einem komplexen Angriff fielen am 13. Januar 2021 drei ivorische Blauhelme. Ein vierter Blauhelm erlag auf dem Transport seinen Verwundungen, fünf weitere wurden schwer verwundet. Der Anschlag ereignete sich auf der Straße Douentza nach Timbuktu, 20 km nördlich der Ortschaft Bambara-Maoudé (Kreis Gourma-Rharous). Der Anschlag auf den Konvoi begann durch ein Ansprengen des Spitzenfahrzeugs mittels IED, bevor unbekannte Männer das Feuer auf die Kolone eröffneten. Durch einen entschlossenen Gegenstoß konnten die Angreifer in die Flucht geschlagen werden.[64]
- Bei einem IED-Anschlag in der Nähe von Tessalit (Region Kidal) fiel am 15. Januar 2021 ein Blauhelm und ein weiterer wurde schwer verwundet. Ihr Tankfahrzeug, welches Teil eines Logistikkonvois der MINUSMA war, war auf den Sprengsatz aufgefahren und wurde in Folge zerstört. In der Nähe der Anschlagstelle wurde ein weiterer Sprengsatz gefunden und vor Ort unschädlich gemacht.[65]
- Bei einem komplexen Angriff auf das UN-Feldlager in Adjelhoc fielen am 2. April 2021 vier tschadische Peacekeeper und 19 weitere wurden verwundet. Das Camp wurde sowohl mit Mörsern als auch mit Handwaffen angegriffen; der Angriff konnte zurückgeschlagen werden. Hierbei ließen die Angreifer mehr als 23 Tote und mehrere ausgefallene Gefechtsfahrzeuge zurück.[66][67]
- Stand Juni 2021 sind laut Daten der internationalen Nichtregierungsorganisation Armed Conflict Location and Event Data Project seit 2013 rund 8000 Zivilisten bei Attacken verschiedener Seiten in Mali ums Leben gekommen.[68]
- Am 25. Juni 2021 wurde gegen 06:15 Uhr Mitteleuropäischer Sommerzeit eine deutsche gemischte Aufklärungskompanie aus Freyung im Verbund mit anderen deutschen Kräften und anderen Nationen im Rahmen einer Aufklärungsoperation rund 180 Kilometer nördlich von Gao von einem Selbstmordattentäter mit einem improvisierten, fahrzeuggestützten Sprengsatz angegriffen. Dabei wurden zwölf deutsche Soldaten verwundet, drei von ihnen schwer. Ein weiterer United Nations-Soldat einer Partnernation wurde ebenfalls verwundet.[69]

## Führung

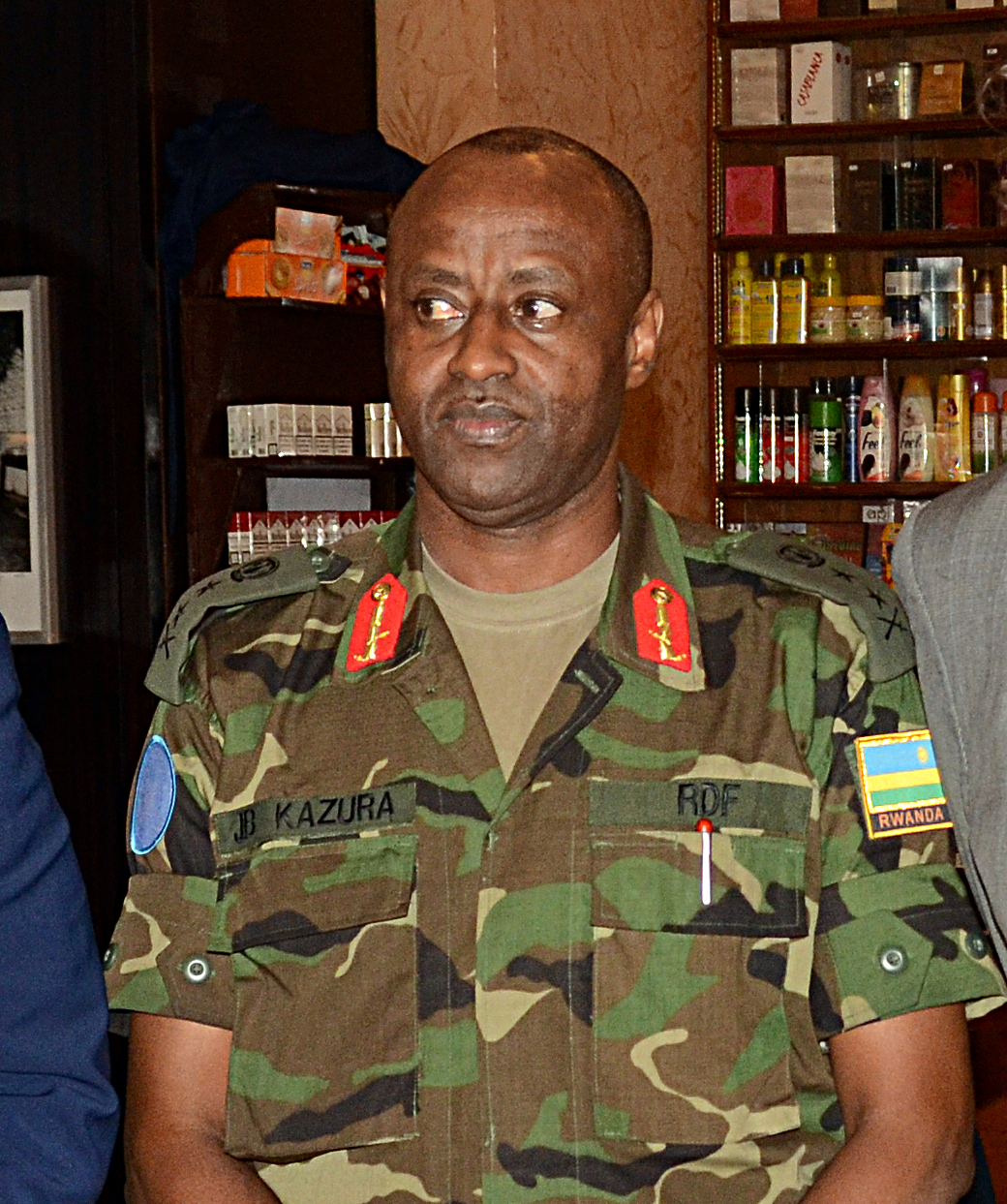
General Kazura, Force Commander 2013 bis 2014

| Nr. | Land        | Dienstgrad              | Name                          | Beginn der Berufung |
| --- | ----------- | ----------------------- | ----------------------------- | ------------------- |
| 1   | Ruanda      | Generalmajor (OF-7)     | Jean Bosco Kazura             | 1. Juli 2013        |
| 2   | Tschad      | Divisionsgeneral (OF-7) | Oumar Bikimo                  | 5. Dezember 2014    |
| 3   | Dänemark    | Generalmajor (OF-7)     | Michael Lollesgaard           | 1. April 2015       |
| 4   | Belgien     | Generalmajor (OF-7)     | Jean-Paul Deconinck           | 1. Januar 2017      |
| 5   | Schweden    | Generalleutnant (OF-8)  | Dennis Gyllensporre           | 2. Oktober 2018     |
| 6   | Niederlande | Generalleutnant (OF-8)  | Cornelis Johannes Matthijssen | 14. Januar 2022     |

## Deutsche Beteiligung

### Deutsche Kontingentführer
| Nr. | Name                               | Beginn der Amtszeit | Ende der Amtszeit  | Heimatdienstposten                                                                                         |
| --- | ---------------------------------- | ------------------- | ------------------ | --- |
| 1.  | Oberstleutnant Marc Vogt           | 3. Februar 2016     | 1. Juni 2016       | Kommandeur 1. Bataillon Objektschutzregiment der Luftwaffe                                                 |
| 2.  | Oberstleutnant Alexander Radü      | 1. Juni 2016        | 6. Oktober 2016    | Kommandeur Aufklärungsbataillon 6 in Eutin                                                                 |
| 3.  | Oberstleutnant Michael Hoppstädter | 6. Oktober 2016     | 24. Januar 2017    | Kommandeur Aufklärungslehrbataillon 3 in Lüneburg                                                          |
| 4.  | Oberstleutnant Marc Paare          | 24. Januar 2017     | 29. Juli 2017      | Kommandeur Gebirgsaufklärungsbataillon 230 in Füssen                                                       |
| 5.  | Oberst Johannes Gerhard Derichs    | 29. Juli 2017       | 31. Januar 2018    | Kommandeur Lehrgruppe A der Offizierschule des Heeres in Dresden                                           |
| 6.  | Oberst Johannes Aslak Heisner      | 31. Januar 2018     | 3. Oktober 2018    | Kommandeur Brigadeeinheiten und Stellvertretender Kommandeur Luftlandebrigade 1 in Saarlouis               |
| 7.  | Oberst Frank Wachter               | 3. Oktober 2018     | 2. April 2019      | Kommandeur Brigadeeinheiten und Stellvertretender Kommandeur der Deutsch-Französischen Brigade in Müllheim |
| 8.  | Oberst Stefan Leonhard             | 2. April 2019       | 1. Oktober 2019    | Kommandeur Brigadeeinheiten und Stellvertretender Kommandeur der Gebirgsjägerbrigade 23 in Bad Reichenhall |
| 9.  | Oberst Ingo Korzetz                | 1. Oktober 2019     | 8. April 2020      | Chef des Stabes der Deutsch-Französischen Brigade in Müllheim                                              |
| 10. | Oberst Michael Felten              | 8. April 2020       | 5. Oktober 2020    | Führer der Militärischen Ausbildungs- und Unterstützungsgruppe der Gebirgsjägerbrigade 23                  |
| 11. | Oberst Peter Eichelsdörfer         | 5. Oktober 2020     | 20. Januar 2021    | Kommandeur Brigadeeinheiten und Stellvertretender Brigadekommandeur Gebirgsjägerbrigade 23                 |
| 12. | Oberstleutnant Carsten Windsch     | 20. Januar 2021     | 23. März 2021      | Kommandeur des Artillerielehrbataillon 345 in Idar-Oberstein                                               |
| 13. | Oberst Christoph Rittelmann        | 23. März 2021       | 28. September 2021 | Abteilungsleiter G4 (Logistik) der 10. Panzerdivision in Veitshöchheim                                     |
| 14. | Oberst Mike Werner                 | 28. September 2021  | 29. März 2022      | Führer der Militärische Ausbildungsunterstützung, Panzergrenadierbrigade 37 in Frankenberg/Sachsen.        |
| 15. | Oberst Peter Küpper                | 29. März 2022       | 6. Oktober 2022    | |
| 16. | Oberst Rüdiger Theo Beiser         | 6. Oktober 2022     | 4. April 2023      | Kommandeur Brigadeeinheiten und Stellvertretender Kommandeur der Panzergrenadierbrigade 37                 |
| 17. | Oberst Heiko Bohnsack              | 4. April 2023       | 15. Dezember 2023  | |

#### Erste Phase
Am 27. Juni 2013 beschloss der Deutsche Bundestag mit 502 Ja-Stimmen, 69 Nein-Stimmen und 7 Enthaltungen eine deutsche Beteiligung an der MINUSMA bis maximal 150 Soldaten. Bis zum 30. Juni 2014 beteiligte sich die Bundeswehr durch die Bereitstellung von Transportflugzeugen des Typs C-160 D Transall aus den Anrainerstaaten nach Mali und innerhalb Malis. Stützpunkt der Flugzeuge war Dakar im Senegal unter Führung eines Oberstleutnants. In Deutschland wurde zudem ein Tankflugzeug des Typs Airbus A310 MRTT in einer 96-Stunden-Bereitschaft für eine Unterstützung der Mission MINUSMA bereitgestellt. In Spitzenzeiten befanden sich zeitgleich rund 100 Soldaten zur Unterstützung der Mission im Einsatz. Die Unterstützung der Mission erfolgte getrennt von der zeitgleich laufenden EUTM Mali. Im Februar 2014 besuchte die deutsche Verteidigungsministerin Ursula von der Leyen das deutsche Kontingent in Mali. Als die Führung Ende Juli 2015 der EUTM Mali an einen deutschen Brigadegeneral überging, war von der Leyen nochmals in Mali.
Am 28. Januar 2016 beschloss der Deutsche Bundestag mit 503 Ja-Stimmen, 66 Nein-Stimmen und 6 Enthaltungen eine Fortsetzung der Beteiligung bewaffneter deutscher Streitkräfte an der MINUSMA und deren Erweiterung von derzeit 150 auf 650 Soldaten. Die Grundlage des Beschlusses waren die Resolutionen 2100 (2013), 2164 (2014) und 2227 (2015) des Sicherheitsrates der Vereinten Nationen vom 25. April 2013, 25. Juni 2014 und 29. Juni 2015. Eingesetzt werden sollten fortan auch „Objektschutzkräfte und erforderliche Einsatz-, Logistik-, Sanitäts- sowie Führungsunterstützungskräfte, eine verstärkte gemischte Aufklärungskompanie sowie ein erhöhter deutscher Personalansatz in den Stäben der Mission in Bamako und Gao“.

#### Mandatserweiterung – Bodengebundene Kräfte
Am 3. Februar 2016 trafen die ersten deutschen Kräfte im Camp Castor im malischen Gao ein. Im April 2016 wurden 120 Soldaten des Aufklärungsbataillons 6 „Holstein“ aus Eutin in ein Feldlager in Gao verlegt. Weitere 280 Soldaten folgten bis Juni 2016. Gestellt wurden die Kräfte durch das Objektschutzregiment der Luftwaffe (ein Sicherungszug), das Spezialpionierregiment 164 aus Husum (Feldlagerbetriebszug), das Panzergrenadierbataillon 401 aus Hagenow (QRF-Zug auf TPz Fuchs) sowie verschiedene Pionier-, Führungsunterstützungs-, und Sanitätseinheiten.
Am 1. Juni 2016 übernahm Deutschland die Führung über die gemischte Aufklärungskompanie von der Königlich Niederländischen Armee. Die Kräfte dieses 3. Kontingents wurden mit Masse von der Panzerlehrbrigade 9 gestellt, insbesondere vom Aufklärungslehrbataillon 3 „Lüneburg“, dem Panzergrenadierlehrbataillon 92, dem Panzerpionierbataillon 130  und dem Versorgungsbataillon 141. Ebenso gehörten weiterhin Kräfte des Objektschutzregiments der Luftwaffe (insgesamt in Kompaniestärke), bestehend aus Sicherungskräften, Feldnachrichtenkräften sowie einem Air Mobile Protection Team, zum Schutz der niederländischen CH-47.
Die Kräfte des 4. bis 6. Kontingents wurden großteils von der Gebirgsjägerbrigade 23 gestellt, im 4. Einsatzkontingent insbesondere aus dem Gebirgsaufklärungsbataillon 230 (gemischte Aufklärungskompanie), der 2. Kompanie des Gebirgsjägerbataillons 231 (QRF-Zug) und dem Gebirgsversorgungsbataillon 8 (Unterstützungskompanie). Das Objektschutzregiment der Luftwaffe stellte eine Sicherungskompanie.
Ab April 2017 wurden Teile des Waffensystems MANTIS (Sensor- und Führungsanteil) nach Gao verlegt, um das Feldlager Camp CASTOR bei Raketen-, Artillerie- und Mörserangriffen durch ein akustisches Warnsystem frühzeitig zu alarmieren. Waffensystem und Besatzung wurden von der Flugabwehrraketengruppe 61 aus Todendorf gestellt, der MANTIS-Zug wurde der Objektschutzkompanie unterstellt. Am 24. Januar 2018 wurde die Einsatzbereitschaft des Systems gemeldet.
Die Masse des 5. Kontingents wurde von der 4. Kompanie des Gebirgsjägerbataillons 233 gestellt.
Das 7. und 8. Einsatzkontingent wurden von Januar bis Mai 2018 bzw. Juni bis September 2018 im Schwerpunkt durch Soldaten der Luftlandebrigade 1, vor allem des Fallschirmjägerregimentes 31, der Luftlandeaufklärungskompanie 310 und der Luftlandepionierkompanie 270 gestellt. Dazu kamen Feldlagerbetriebskräfte aus der 3. Kompanie des Spezialpionierregiments 164 aus Husum sowie Kräfte des Objektschutzregiments der Luftwaffe. In die Objektschutzkompanie wurde ein litauischer Sicherungszug eingegliedert.
Das 9. Einsatzkontingent wurde im Schwerpunkt von der Deutsch-Französischen Brigade aus Müllheim gestellt. Leitverband war ab September 2018 das Jägerbataillon 291 aus Illkirch-Graffenstaden (Frankreich) unter Führung von Bataillonskommandeur Oberstleutnant Martin Winkler.
Das 10. bis 12. Einsatzkontingent wurde ab April 2019 im Schwerpunkt von der Gebirgsjägerbrigade 23 gestellt. Leitverband war das Gebirgsjägerbataillon 232 aus Berchtesgaden unter Führung von Bataillonskommandeur Oberstleutnant Martin Sonnenberger. Weitere Teile wurden vom Gebirgsaufklärungsbataillon 230 sowie vom Gebirgsversorgungsbataillon 8 (beide in Füssen) gestellt. Das 12. Einsatzkontingent wurde ab September 2019 im Schwerpunkt von der 2. Kompanie des Gebirgsjägerbataillons 233 aus Mittenwald gestellt.
Das 13. und 14. Einsatzkontingent wurde ab Januar 2020 im Schwerpunkt wiederum von der Deutsch-Französischen Brigade gestellt. Leitverband ist das Jägerbataillon 292 aus Donaueschingen unter Führung von Oberstleutnant Sandro Brandt. Weitere größere Truppensteller sind Jägerbataillon 291, Panzerpionierkompanie 550, die 3. Kompanie des deutsch-französischen Versorgungsbataillons, die Aufklärungsbataillone 7 und 13, sowie die Logistikbataillone 171 und 131. Hinzu kommen Kräfte der Elektronischen Kampfführung, der Zivil-Militärischen-Zusammenarbeit und Sanitätskräfte aus ganz Deutschland. Der litauische Sicherungszug kommt in dieser Rotation von der 6. Territorialeinheit aus Šiauliai.
Das 15. deutsche Einsatzkontingent wird seit September 2020 im Schwerpunkt von der Gebirgsjägerbrigade 23 gestellt, Leitverband ist wiederum das Gebirgsjägerbataillon 231. Ein Großteil der Kräfte entstammen der 4. Kompanie. Der 32 Mann starke litauische Sicherungszug kommt von der 8. Territorialeinheit Didžioji Kova der Krašto apsaugos savanorių pajėgos (den Reservekräften der litauischen Armee) aus Vilnius. Es ist das achte litauische Einsatzkontingent.

#### Mandatserweiterung – Luftfahrtkomponente
Am 1. November 2016 startete das erste Mal eine Drohne vom Typ Heron zu einem Einsatzflug für MINUSMA. Sie wird in Gao von Soldaten des Taktischen Luftwaffengeschwader 51 „Immelmann“ aus Jagel gemeinsam mit zivilen Technikern betrieben., Am 31. Januar 2017 wurde ein erster Flug mit einer Satellitenverbindung nach Deutschland durchgeführt. Über diese sollen Aufklärungsdaten geschickt werden, welche dann am Heimatstandort ausgewertet und der MINUSMA zur Verfügung gestellt werden. Somit wurde die volle Einsatzbereitschaft (Full Operational Capability, FOC) erreicht. Am 7. April 2017 wurde von der Heron die 1000. Flugstunde Ende Mai 2018 bereits die 8000. Flugstunde im MINUSMA-Einsatz absolviert.
Ebenso zum deutschen Einsatzkontingent gehört ein Lufttransportstützpunkt in Niamey (Niger). Zwei C-160 ESS Transall  sind in erster Linie für den Transport von Verletzten oder erkrankten deutschen Soldaten, aber auch Materialtransporte vorgesehen. In Niamey wird durch den Zentralen Sanitätsdienst eine Casualty Staging Unit zur Triage und der Vorbereitung auf den weiteren Transport ins Heimatland (STRATAIRMEDEVAC) betrieben.
Die Heeresflieger ersetzten 2017 die niederländischen Luftstreitkräfte, als diese ihre Kampfhubschrauber abzogen. Dazu entsandte das Heer je drei NH90-MedEvac und Eurocopter-Tiger-Kampfhubschrauber zum Schutz der NH90 sowie je einen weiteren Hubschrauber des jeweiligen Typs als Reserve nach Gao. Gestellt wurden die Maschinen und das Personal vom Transporthubschrauberregiment 10 aus Faßberg, dem Transporthubschrauberregiment 30 aus Niederstetten und dem Kampfhubschrauberregiment 36 aus Fritzlar. Am 27. und 29. Januar 2017 erfolgte der Transport der ersten beiden NH90 von Deutschland nach Bamako, wo die Maschinen wieder montiert wurden. Der Transport der Hubschrauber erfolgte jeweils einzeln mit AN-124 des SALIS-Programms. Am 31. Januar 2017 verlegten sie nach Gao, wo am 4. Februar 2017 auch die 3. und 4. Maschine eintrafen.
Am 2. März 2017 wurde die MEDEVAC-Verantwortung von den niederländischen Streitkräften übernommen und es erfolgte der erste Einsatzflug. Hierbei wurden zwei verletzte Zivilangestellte von MINUSMA nach einem IED-Anschlag versorgt und nach Gao verbracht.
Am 21. März 2017 trafen die ersten beiden Kampfhubschrauber Tiger per Lufttransport in Bamako ein, wo sie wieder einsatzbereit gemacht und im Anschluss nach Gao verlegt werden.
Die FOC für die NH-90 wurde am 24. April 2017 gemeldet.
Am 18. April 2017 flogen zwei deutsche NH90-MEDEVAC im Rahmen einer Verwundetenevakuierung im Auftrag der MINUSMA-Führung fünf bei einem Angriff verwundete Soldaten der malischen Streitkräfte von Gourma-Rharous nach Gao. Dort wurden die Verwundeten an die französische (Operation Barkhane) und die chinesische Role-2-Einrichtung (MINUSMA) zur Weiterversorgung übergeben.
Am 5. Mai 2017 erfolgte der erste Einsatz der Kampfhubschrauber TIGER bei MINUSMA.
Am 7. Mai 2017 führte der gemischte Heeresfliegereinsatzverband eine MEDEVAC-Mission in Bourem durch. Fünf bei einem Angriff verwundete Angehörige der malischen Streitkräfte wurden nach Gao transportiert. Bis zum Februar 2018 wurden insgesamt 39 Verwundete mit den deutschen NH-90 evakuiert.
Am 5. Februar 2018 trafen zwei belgische NH-90 mittels SALIS in Bamako ein. Sie sollen mit etwa 50 belgischen Soldaten in den deutschen Heeresfliegereinsatzverband integriert werden. Am 11. Februar 2018 trafen die beiden belgischen NH-90 in Gao ein, nach Zertifizierung durch die UN nahmen sie den Einsatzflugbetrieb auf, drei deutsche und zwei belgische NH-90 bildeten dann einen binationalen Heeresfliegereinsatzverband.
Nach 14 Monaten Einsatz, und insgesamt 185 Einsatzflügen absolvierten die deutschen TIGER-Kampfhubschrauber am 15. Juni 2018 den letzten Einsatz. Sie wurden vorerst durch ein zweites Hubschrauberdetachment mit MD-500 aus El Salvador ersetzt. (Ein Hubschrauberdetachment bestehend aus drei MD-500E ist bereits in Timbuktu im Einsatz.)
Am 3. Juli 2018 wurde auch der NH-90-Anteil aus dem Einsatz herausgelöst. Die binationale NH-90-Flotte absolvierte 181 Einsatzflüge. In 15 Rettungseinsätzen gelang es, 43 teils schwer verletzte Blauhelmsoldaten, Angehörige der malischen Streitkräfte sowie Zivilpersonen sicher aus dem Gefahrengebiet auszufliegen. Am 1. August 2018 wurde der deutsche Heeresfliegereinsatzverband von einem Kontingent der Kanadischen Streitkräfte, bestehend aus drei CH-147F Chinook und fünf CH-146 Griffon sowie 250 Mann abgelöst. Seit Mitte Juli 2018 sind auch drei CH-47F der Royal Air Force in Gao stationiert, welche primär die Operation Barkhane der Französischen Streitkräfte unterstützen. Diese arbeitet jedoch eng mit der MINUSMA-Mission zusammen.
Im Juni 2021 sagte Bundesverteidigungsministerin Annegret Kramp-Karrenbauer, dass die Entscheidung „grundsätzlich gefallen“ sei, wieder Transporthubschrauber für MedEvac-Einsätze bereitzustellen. Nachdem zuletzt die rumänischen Streitkräfte dafür zuständig waren, wurden sie im November 2020 von Global Helicopter Service abgelöst. Kritisiert wird dabei vor allem, dass deren Hubschrauber – eine Bell 412 EP und eine H225 „Super Puma“ – unbewaffnet sind und somit nur in „sicheren“ Landezonen Verletzte aufnehmen können. Mit der Verlegung von Hubschraubern des Typ NH90 vom Transporthubschrauberregiment 10 wurde zum 1. Dezember 2021 die Rettungskette wieder von deutschen Kräften übernommen. Diese wurden zum 1. Juli 2022 durch CH-53 des Hubschraubergeschwaders 64 abgelöst. Von diesen Kräften werden nicht nur MedEvac Einsätze geflogen, sondern andere Transportaufträge erfüllt.

#### Mandatserweiterung – Ertüchtigungshilfe
Des Weiteren unterstützt Deutschland gemeinsam mit den Vereinten Nationen eine Verbesserung der Infrastruktur im Norden Malis. Konkret wird im Rahmen der Ertüchtigungsinitiative der Bundesregierung der Flughafen Gao instand gesetzt und erneuert. Die Bundesrepublik Deutschland fördert die Erneuerung der Start- und Landebahn des Flugplatzes in Gao mit 12 Millionen Euro. Die Vorbereitungen begannen im August 2017 und wurden 2018 abgeschlossen. Seitdem ist Gao auch wieder mit größeren Passagier- und Frachtflugzeugen zu erreichen. Diese konnten aufgrund der verwitterten Substanz die bisherige Bahn nicht nutzen. Eine entsprechende Vereinbarung zwischen den Vereinten Nation und Deutschland wurde am 13. September 2017 im MINUSMA-Hauptquartier in Bamako unterzeichnet. Der Flugplatz hat eine Schlüsselrolle in der nordmalischen Region. Er wird vor allem von Kräften der MINUSMA genutzt. Der deutsche Beitrag wurde in den Treuhandfonds für die Unterstützung des Friedens und der Sicherheit in Mali eingebracht, der auf Antrag des Sicherheitsrates (Resolution 2085/2012) eingerichtet wurde, um die langfristigen Entwicklungsperspektiven des Landes zu erhöhen. Der von MINUSMA in Mali verwaltete Fonds erhält Beiträge von verschiedenen Gebern wie Deutschland, Australien, Kanada, Dänemark, Irland, Italien, Luxemburg, Norwegen, den Niederlanden, Großbritannien, der Schweiz und der Türkei.

### Zwischenfälle
Am 6. Juli 2016 wurde eine deutsche Patrouille des MINUSMA-Kontingents nördlich von Gao mit Handfeuerwaffen beschossen. Es gab keinen Personen- oder Sachschaden.
Am 12. April 2017 wurde erneut eine Patrouille des deutschen Einsatzkontingents in Gao mit Handfeuerwaffen beschossen. Die Soldaten erwiderten das Feuer und wichen aus. Es gab bei diesem Vorfall keinen Personen- oder Sachschaden.
Am 26. Juli 2017 stürzte ein Kampfhubschrauber Tiger der Bundeswehr bei Tabankort (Kreis Bourem, Region Gao) im Norden Malis bei der Beobachtung von Konfrontationen am Boden ab. Beide Besatzungsmitglieder kamen dabei ums Leben. Der Hubschrauber brannte vollständig aus. Die Absturzursache war zunächst unklar. Im Dezember 2018 wurde bekannt, dass ein Wartungsfehler zum Absturz führte. Gegen die verantwortlichen Mechaniker von Airbus wurde ein staatsanwaltschaftliches Ermittlungsverfahren eingeleitet.
Am 14. November 2017 versuchte ein malischer Zivilist in das UN-Feldlager Camp Castor in Gao einzudringen. Während der Befehlsausgabe der deutschen Sicherungskräfte kam es zu einer ungewollten Schussabgabe in einem Transportpanzer Fuchs, dabei wurden zwei deutsche Soldaten leicht verletzt. Sie wurden vor Ort behandelt. Der Zivilist wurde nach Abgeben eines Warnschusses mit der Signalpistole am Außenzaun des Camps aufgegriffen und an die örtliche UN-Militärpolizei übergeben.
Am Abend des 16. Februar 2019 wurde ein deutscher Konvoi circa 50 Kilometer westlich von Gao mit Handwaffen beschossen. Die Soldaten, die mit der Bergung eines belgischen UN-Fahrzeuges beauftragt waren, erwiderten das Feuer und konnten ihren Auftrag weiter ausführen und kehrten unverletzt ins Camp Castor zurück. Es stellte sich erst später heraus, dass es sich um einen Schusswechsel zwischen der malischen Armee (FAMa) und deutschen Kräften handelte. Bei dem Vorfall wurde ein malischer Soldat verwundet und von deutschen Kräften in die französische ROLE-2-Sanitätseinrichtung, und später nach Bamako zur weiteren Versorgung gebracht. Die genaueren Umstände werden weiter untersucht.
Am 26. November 2019 ereignete sich auf dem Lufttransportstützpunkt in Niamey (Niger) ein Verkehrsunfall. Bei dem Unfall wurden zwei deutsche Soldaten von einem Fahrzeug erfasst. Dabei erlitt ein Soldat leichte und eine Soldatin schwere Verletzungen.
Am 1. Januar 2020 fuhr ein Dingo 2 der von Deutschland geführten Aufklärungseinheit südlich von Gao auf eine improvisierte Sprengfalle. Zwei belgische Soldaten wurden dabei verwundet.
Am 24. Januar 2020 fuhr ein Dingo 2 des belgischen Aufklärungszuges, als Teil des durch Deutschland geführten Einsatzkontingentes, auf eine improvisierte Sprengfalle in der Nähe von Gao. Dabei wurden 3 belgische Soldaten verwundet.
Am 25. Februar 2020 wurde auf einen deutsch-irischen Konvoi nördlich von Gao ein Anschlag verübt. Drei irische Soldaten wurden verwundet, als ihr gepanzertes Fahrzeug auf eine improvisierte Sprengfalle auffuhr.
Am 28. April 2020 wurden während einer Patrouille südlich von Gao ein deutscher Blauhelmsoldat mittelschwer und weitere vier deutsche Soldaten leicht verletzt. Aus bislang ungeklärter Ursache löste in einem Fahrzeug vom Typ Dingo eine Nebelgranate aus. Die Verletzten wurden in die militärischen Sanitätseinrichtungen in Gao gebracht und medizinisch versorgt.
Am Morgen des 25. Juni 2021 wurde nahe Tarkint, rund 180 Kilometer nördlich von Gao, ein Selbstmordanschlag auf Teile der deutschen Aufklärungskompanie verübt, bei dem zwölf deutsche sowie ein belgischer Soldat verwundet wurden, drei Deutsche davon schwer. Zudem wurden mehrere Bundeswehrfahrzeuge so schwer beschädigt, dass sie zurückgelassen werden mussten. Der Attentäter hatte mit einem Pick-up eine Wagenburg aus gepanzerten Fahrzeugen, die zum Schutz eines Nachtlagers aufgestellt wurde, durchbrochen und sich anschließend mit seinem sprengstoffbeladenen Fahrzeug in die Luft gesprengt. Die verletzten deutschen Soldaten wurden zur weiteren Versorgung am 26. bzw. 27. Juni mittels zweier Bundeswehrflugzeuge nach Deutschland ausgeflogen. Zu dem Anschlag bekannte sich die dschihadistische Extremistengruppe Dschamāʿat Nusrat al-Islām wa-l-Muslimīn.
Am Abend des 2. November 2021 kam es zu einem so genannten „Green on Blue“, als malische Soldaten in der Nähe des Camp Castor auf deutsche Blauhelmsoldaten schossen. Das Einsatzführungskommando teilte mit, dass es keine Verletzten gegeben habe. Gründe für den Beschuss seien nicht bekannt.

### Ausgaben Deutschlands von 2013 bis Anfang 2022
Von 2013 bis Anfang 2021 wendete Deutschland gut vier Milliarden Euro für die Unterstützung in Mali auf. Rund 3,83 Milliarden Euro gaben verschiedene Ministerien direkt aus und weitere 191 Millionen Euro flossen über internationale Hilfsorganisationen. Der Einsatz der Bundeswehr bei der UN-Friedensmission MINUSMA und der EU-Ausbildungsmission EUTM Mali kostete über 2,5 Milliarden Euro. Das Entwicklungsministerium wendete rund 800 Millionen Euro auf, das Außenministerium 498 Millionen Euro, das Umweltministerium 11,6 Millionen Euro und das Innenministerium 4,3 Millionen Euro.

### Kritik
Eine Studie der Stiftung Wissenschaft und Politik beschrieb den Einsatz der Bundeswehr in Mali im Februar 2021 als wirkungslos. Grund hierfür sei, dass die Stabilisierung als Ziel meist eine untergeordnete Rolle spielt und in der deutschen Politik nicht über ein wirkungsvolles Engagement in Mali nachgedacht werde. Die Bundeswehr hält sich nach Einschätzung der Stiftung in Mali militärisch zurück.
Eva Högl, seit Mai 2020 Wehrbeauftragte des Bundestages, forderte Anfang 2022, die Einsätze der Bundeswehr in Mali auf ein mögliches Ende hin zu überprüfen. Mit den internationalen Partnern müsse abgestimmt werden, „was unsere realistischen Ziele sind“. Deutschland solle sich dabei aktiv einbringen und eine ehrliche Zwischenbilanz vorlegen.

### Aussetzung und Abzug
Am 19. Januar 2022 verweigerten lokale malische Behörden einem deutschen Militärtransporter mit 75 Soldaten an Bord den Überflug. Die Transportmaschine musste daraufhin nach Gran Canaria ausweichen.
Nachdem die im Jahr 2021 an die Macht geputschte malische Militärjunta, die enge Beziehungen zu Russland unterhält, der Uno-Mission MINUSMA im August 2022 erneut die Überflugrechte verweigerte, obwohl sie zuvor noch gegenteilige Versprechen abgegeben hatte, setzte die deutsche Bundesregierung den MINUSMA-Einsatz vorübergehend aus.
Die Bundesregierung beschloss im Dezember 2022, mit dem Abzug des deutschen Kontingents Mitte 2023 zu beginnen und im Mai 2024 abzuschließen. Entsprechend wurde die Mission am 26. Mai 2023 letztmalig verlängert und hätte bis zum 31. Mai 2024 weiterlaufen können. Doch im Zuge der Kritik der malischen Militärjunta an der Mission brachte Frankreich am 30. Juni 2023 einen Antrag auf Abzug in den Sicherheitsrat ein, der einstimmig von den 15 Mitgliedern angenommen wurde. Demnach dürfen die Blauhelmsoldaten für weitere drei Monate ihr Mandat zum Schutz von Zivilisten umsetzen und müssen anschließend bis zum Ende des Jahres das Land verlassen.
Mit Abzug der letzten deutschen Soldaten am 12. Dezember 2023 endete der Einsatz der Bundeswehr in Mali.